# Jean Fernandez
Jean Fernandez (Mostaganém, 8 de outubro de 1954) é um treinador de futebol e ex-futebolista francês. Como treinador, o maior sucesso de Fernandez foi vencer a Taça Intertoto da UEFA de 2005, com o Olympique de Marseille. Ele também treinou o Auxerre por cinco anos e foi eleito o treinador do ano da França na temporada 2009–2010, após levar o Auxerre à Liga dos Campeões da UEFA. Fernandez nasceu em Mostaganém, na Argélia francesa, e competiu pela França nos Jogos Olímpicos de Verão de 1976.